# Ribaltone
Nel linguaggio giornalistico e politico Ribaltone (letteralmente, scossone violento o ribaltamento), scherzosamente anche ribaltino, è un termine usato per indicare improvvisi e radicali mutamenti nelle istituzioni; in particolare, un cambiamento di alleanze con un possibile mutamento di maggioranza parlamentare.
L'espressione, già in uso dalla fine dell'Ottocento, acquistò notevole popolarità dalla fine del 1994, quando la Lega Nord, abbandonando la maggioranza di centrodestra durante la XII legislatura, causò la fine del governo Berlusconi, a cui subentrò nel 1995, anche con il sostegno della Lega, il Governo Dini, che durò fino alle elezioni del 1996.
Nella successiva XIII legislatura, il termine ribaltone fu riutilizzato allorché un gruppo di parlamentari centristi, eletti con il centrodestra, sostituirono Rifondazione comunista che, avendo ritirato il proprio appoggio esterno al governo Prodi I, ne aveva determinato la caduta, favorendo la nascita del governo D'Alema I.
Nel progetto di riforma costituzionale, bocciato dal referendum del giugno 2006, figurava una previsione, cosiddetta "antiribaltone", che avrebbe impedito cambi di maggioranza durante una stessa legislatura; essa prevedeva, infatti, la possibilità della sostituzione del Presidente del Consiglio in carica soltanto da parte dei deputati appartenenti alla maggioranza espressa dalle elezioni, pena lo scioglimento della Camera stessa (vedi, anche, Premierato).
Durante la XVIII legislatura, il termine ritorna in auge quando la Lega presenta una mozione di sfiducia al governo Conte I dichiarando chiusa quell'esperienza di governo. Successivamente, in seguito alle conseguenti dimissioni del governo e alle successive consultazioni prende forma una diversa maggioranza politica formata dal Movimento Cinque Stelle, che faceva già parte della maggioranza uscente e il Partito Democratico, che era andato all'opposizione dopo le Elezioni politiche del 2018. Nasce così il governo Conte II.